# Allison Road (videojuego)
Allison Road es un videojuego de primera persona survival horror para Microsoft Windows. Se consideró como un sucesor espiritual del cancelado videojuego de Silent Hills.
Tras cancelarse el 5 de junio de 2016, el juego se continuó desarrollando desde el día 22 de agosto del mismo año, año 2022 30 de octubre jamás salió el juego.

## Jugabilidad
El modo de juego para el reclamo es similar a la demo de Silent Hills, presentando una historia mínima que el jugador debe resolver. Sin querer revelar demasiado del juego real, los desarrolladores declararon que la versión completa puede ser ligeramente diferente. De acuerdo con el equipo de desarrollo, casi todas las mecánicas básicas están en su lugar, sin embargo, algunas no están implementadas en el video, el inventario es una de esas cosas.

## Trama
El jugador controla al protagonista (sin nombre) que despierta sin memoria en su casa situada en un pueblo británico. A medida que el jugador explora la casa, la evidencia obtenida entre cartas y fotos sugieren que su familia ha sido víctima de un crimen atroz. La mayoría de las habitaciones y el patio trasero de la casa se pueden explorar. Aunque algunas puertas están bloqueadas al principio, con la progresión del tiempo estas se pueden ir abriendo. En los momentos finales de la demo, el jugador descubre una figura macabra que se supone es el fantasma de su esposa, atacándolo justo en los momentos finales del video.

## Desarrollo
El día 30 de junio de 2015 los desarrolladores lanzaron un vídeo en YouTube del prototipo con una duración de 13 minutos. El estilo es considerado como un homenaje a Silent Hills. El juego estaba siendo desarrollado en Unreal Engine 4. El día 4 de junio de 2016, los desarrolladores anunciaron en su cuenta oficial de Twitter que el juego había sido cancelado, sin dar más información.
Sin embargo, tras una larga espera, el desarrollador Christian Kesler apareció en el mes de agosto de 2016, diciendo que nunca dejó de trabajar en el juego, debido a que, a pesar de su popularidad, el proyecto en Kickstarter no llegó a una meta, y el estudio (Team17) dejó el proyecto, por lo que Christian tuvo que continuar con el desarrollo de éste en casa, citando: "La fase de programación la hicimos solos, las animaciones y los sprites los hicimos sin ayuda, para cuando habíamos contactado con el estudio ya teníamos la mitad del juego hecha, el que hubiesen cancelado el juego no evita el que podamos continuarlo, aunque sí es más difícil, pero si ya hicimos la parte más difícil por nosotros mismos, solo queda continuar". Aún no hay una fecha de lanzamiento para el juego terminado, pero Christian y sus amigos ya cuentan con nuevos inversores y un estudio interesado.